# James Kenneth Galbraith
James Kenneth Galbraith (29 gennaio 1952) è un economista statunitense, figlio dell'economista e diplomatico John Kenneth Galbraith.

## Biografia
Figlio di John Kenneth e di Catherine (Kitty) Atwater Galbraith, ha ottenuto il BA, magna cum laude, alla Harvard nel 1974 e il dottorato (PhD) a Yale nel 1981, entrambi in economia.  Dal 1974 al 1975, Galbraith ha studiato come “Marshall Scholar” al King's College a Cambridge.
Dal 1981 al 1982 Galbraith ha fatto parte dello staff del Congresso degli Stati Uniti d'America, anche in qualità di “executive director” (direttore esecutivo) del “Joint Economic Committee” (comitato economico congiunto).  Nel 1985 è stato studioso ospite alla “Brookings Institution”.  Attualmente è docente alla “Lyndon B. Johnson School of Public Affairs” e al dipartimento di Politica alla Università del Texas di Austin.
È presidente degli “Economists for Peace and Security” (economisti per la pace e la sicurezza), precedentemente chiamati “Economists Against the Arms Race” (economisti contro la corsa agli armamenti) e poi “Economists Allied for Arms Reduction” (ECAAR, economisti alleati per la riduzione delle armi), una associazione internazionale di economisti professionisti preoccupati per la pace e la sicurezza. È anche “senior scholar” al “Levy Economics Institute” del Bard College e direttore del “Progetto disuguaglianze” dell'Università del Texas.
Nel marzo 2008 Galbraith ha utilizzato la 25ª “Distinguished Lecture” di Milton Friedman per lanciare un attacco frontale al “free market consensus” (consenso al libero mercato), specialmente nella sua versione monetarista. Questa espressione fa riferimento ad un altro “consensus”, il famoso Washington consensus, che è stato alla base di molte delle politiche economiche perseguite dalle istituzioni internazionali e da governi dagli anni novanta. La sua posizione è quella per la quale una rigorosa politica economica keynesiana sarebbe la soluzione della crisi economico-finanziaria del 2007-2008, mentre politiche monetariste peggiorerebbero la recessione. Verso la fine del 2008 molti politici nel mondo hanno iniziato ad ispirarsi alle raccomandazioni di Galbraith, in quello che il Financial Times ha dipinto come  "un impressionante rovesciamento dell'ortodossia degli ultimi decenni".
Nel 2009 aderisce al progetto per la realizzazione del film "Soldiers of Peace" che coinvolge 14 paesi nel mondo nella realizzazione di una pace globale. È tra i sostenitori della teoria della Moneta Moderna e nel 2010 scrive la prefazione del libro "Seven Deadly Innocent Frauds of Economic Policy" (Le sette innocenti frodi capitali della politica economica) dell'economista statunitense Warren Mosler.

## Opere
Fra i libri di James K. Galbraith: Balancing Acts: Technology, Finance and the American Future (1989)  (Tecnologia, Finanza e il futuro dell'America. Un bilancio). Created Unequal: The Crisis in American Pay (1998) (Creati disuguali: la crisi dei salari americani). Inequality and Industrial Change: A Global View (2001) insieme a Maureen Bemer (Disuguaglianza e il cambiamento industriale: uno sguardo globale), The Predator State. How conservatives abandoned the free market and why liberals should too (2008) (Lo Stato predatore. Come i conservatori hanno abbandonato il libero mercato, e perché i progressisti dovrebbero fare altrettanto), The End of Normal (2014).
Contribuisce a rubriche sul The Texas Observer e scrive regolarmente per The Nation, The American Prospect, Mother Jones, e The Progressive. Suoi pezzi d'opinione sono apparsi nel The New York Times, nel The Washington Post, nel The Boston Globe e diversi altri giornali.
James K. Galbraith ritiene che l'America di oggi sia diventata preda di una “classe di predatori” ricchi che controllano lo stato:
()
L'uso del termine “predatorio” richiama un elemento molto presente nella cultura sociologica americana, in particolare nell'analisi di Thorstein Veblen sull'origine della proprietà, che consisterebbe nella predazione (prima delle donne, poi delle cose) ad un certo punto dello sviluppo della società barbarica.
Galbraith è stato anche fortemente critico della politica estera dell'Amministrazione Bush relativamente all'invasione dell'Iraq del 2003:
()
È anche un implacabile critico della sua professione:
()